# Туймазинський газопереробний завод
Туймазинський газопереробний завод – підприємство нафтогазової промисловості, яке діє у Башкортостані. 
Під час розробки нафтових родовищ Башкирії та Татарстану отримували значні обсяги супутнього газу. З метою використання цього ресурсу в 1953 та 1956 – 1958 роках ввели в дію дві черги Туймазинського ГПЗ. Окрім супутнього газу Туймазинського родовища він працював із ресурсом, поданим з Татарстану по трубопроводу Бавли – Тубанкуль. Для видачі товарного газу призначались трубопроводи Туймази – Уфа та Туймази – Урусса, тоді як газопровід Шкапово – Тубанкуль забезпечив зв’язок Туймазинського ГПЗ та Шкаповського ГПЗ. 
В 1967-му ГПЗ переробив рекордний об’єм у 807 млн м3 газу. Втім, більшу частин історії підприємство відчувало нестачу сировини, а станом на початок 2020-х власник заводу визначав його річну потужність лише як 28 млн м3. За 1-й квартал 2021-го було фактично перероблено 5,7 млн м3.
У складі другої черги завод отримав дві газофракційні установки сукупною потужністю 438 тисяч тон на рік. Спершу вони продукували пропан та бутан, а з 1977-го стало можливим отримувати ізопентан (цей продукт був, зокрема, потрібен для установок дегідрогенізації в Стерлітамаку, Новокубишевську, Тольятті). Також до асортименту продукції ГПЗ увійшла гексанова фракція.
Через нестачу місцевого ресурсу з 1970-го розпочали переробку привозної фракції С3+, яку доправляли залізничним транспортом з Ухти та Західного Сибіру. З другої половині 1980-х поставки цієї фракції стали можливими по трубопроводу Оренбург – Туймази з Оренбурзького ГПЗ.
Станом на початок 2020-х потужності Туймазинського ГПЗ по фракціонуванню визначались на рівні 193 тисяч тон на рік, при цьому в 1-му кварталі 2021-го було фактично перероблено 22 тисячі тон фракції С3+.
Наразі завод виробляє пропан-бутанову суміш, бутан, ізобутан, газовий бензин та сірку (ще в 1967-му у Туймазах почала роботу установка з вилучення сірководню).